# 106 (numero)
Centosei è il numero naturale dopo il 105 e prima del 107.

## Proprietà matematiche
- È un numero pari.
- È un numero composto, con i divisori seguenti: 1, 2, 53, 106. Poiché la somma dei divisori (escluso il numero stesso) è 56 < 106 è un numero difettivo.
- È un numero semiprimo.
- È un numero 19-gonale.
- È un numero pentagonale centrato ed ettagonale centrato.
- È un numero poligonale centrale.
- È un numero di Ulam.
- È parte delle terne pitagoriche (56, 90, 106), (106, 2808, 2810).
- È un numero intero privo di quadrati.
- È un numero malvagio.

## Astronomia
- 106P/Schuster è una cometa periodica del sistema solare.
- 106 Dione è un asteroide della fascia principale del sistema solare.
- NGC 106 è una galassia della costellazione dei Pesci.

## Astronautica
- Cosmos 106 è un satellite artificiale russo.

## Chimica
È il numero atomico del Seaborgio (Sg).